# Pinus gerardiana
Pinus gerardiana (сосна Джерарда) — це вид сосни роду сосна родини соснових.

## Опис
Вона досягає у висоту від 10 до 25 метрів. Кора світла вкрита сіро-зелені плями. Гілки прямі.
Конуси між 12,7 і 23 см в довжину і 8 до 12 у діаметрі. Листя (хвоїнки) зібрані в пучку по 3 та від 6 до 10 см в довжину.

## Поширення
Країни зростання:
Афганістан, Китай (Тибет), Індія (штат Джамму та Кашмір), Пакистан.
Зростає на висотах в діапазоні між 1800 і 3350 метрів над рівнем моря.

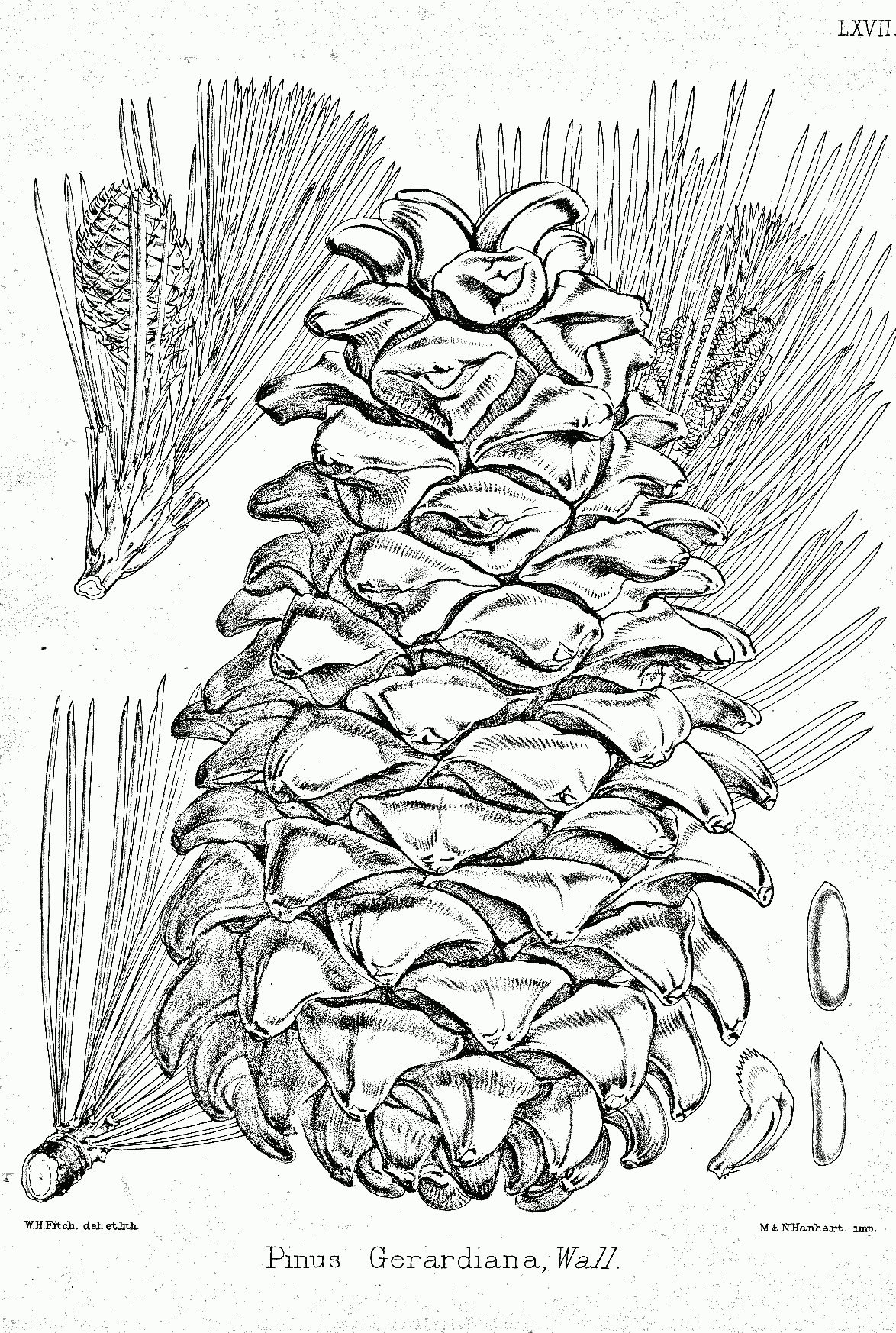

## Використання
Сосна добре відома своїми їстівним насінням, багатими вуглеводами і білками. Місцева назва насіння позиціонується як «Chilgoza», «Neja» (в однині) або «Neje» (у множині). Майже 20 відсотків пакистанського лісу складаються з дерев Chilgoza. Chilgoza є одним з найважливіших товарних культур у племен, що проживають в районі Кіннаура, Хімачал-Прадеш, Індія. Встановлено, що в Індії, він зустрічається тільки в Кіннаурі, крім того, в кількох інших місцях у світі, в тому числі в Кабулі. Насіння дуже дорогі і місцеве населення в Кіннаурі отримує хороші гроші. Продається приблизно за 20 $ — 53 $ за кілограм.